# Топови са Наварона
Топови са Наварона (енгл. The Guns of Navarone) је пустоловни ратни филм из 1961. који је режирао Џон Ли Томпсон. Главне улоге играју: Грегори Пек, Дејвид Нивен и Ентони Квин.
Групи елитних грчких војника додељен је немогућ задатак да уз помоћ герилских бораца уништи моћне немачке топове на егејском острву.

## Радња
1943. година. Други светски рат је у току. Групи британских „командоса“ је наређено да уништи немачку обалску батерију са паром топова великог калибра, смештену у тешко доступном и добро чуваном казамату на острву „Наварон“ у Егејском мору. Уништење батерије омогућиће да поред острва прође британски конвој, који је послат на хитну евакуацију две хиљаде британских војника са острва Керос (Битка за Додеканезе).
Британске трупе су у више наврата покушавале да униште топове скривене у дубинама стеновитих масива острва, а које су са копна чувале одабране трупе Алпског корпуса Вермахта, а из ваздуха противавионска артиљерија и ловачки авиони Луфтвафеа, али су претрпеле поражавајући неуспех. Суморна литица се показала као неосвојива и опасна. Топови који се налазе на острву погодили су бродове британске флоте. Евакуација гарнизона Керос била је на ивици неуспеха.
Под овим условима, команда савезничких снага на Блиском истоку одлучује да у Наварон пошаље диверзантску групу, коју предводе мајор Рој Френклин и његов стари друг Кит Малори, чувени планинар у предратном периоду. У групу су одабрани искусни војници - каплар Милер (диверзант, а пре рата професор хемије), Кејси Браун (искусан морнар и механичар), млади Спиро Пападимос, који је једном отишао из Грчке за Америку, а такође и Грк Андреа, бивши пуковник грчких оружаних снага и упорни антифашиста. Морају се попети на острво уз стрму литицу, која је раније сматрана апсолутно неосвојивом, продрети дубоко у Наварон, уз подршку локалних подземних радника, ући у немачку тврђаву у којој се налазе топови и разнети ово оружје.

## Улоге
- Грегори Пек као капетан Кит Малори
- Дејвид Нивен као каплар Џон Милер
- Ентони Квин као пуковник Андреа Ставру
- Ентони Квејл као мајор Рој Френклин
- Стенли Бејкер као "касапин" Браун
- Ирена Папас као Марија Пападимос
- Џејмс Дарен као Спиро Пападимос
- Џиа Скала као Ана
- Џејмс Робертсон Џастис као комодор Џенсен
- Алан Катбертсон као мајор Бејкер
- Перси Херберт као наредник Гроган
- Туте Лемков као Николај
- Ричард Харис као вођа ескадриле Барнсби
- Брајан Форбс као Коун
- Мајкл Трабшоу као мајор Вивер
- Валтер Готел као поручник Мисел
- Џорџ Микел као СС капетан Зеслер
- Алберт Ливен као Немачки генерал
- Кристофер Роудс као Заповедник Немачких топова